# Rotonda de los Tamaulipecos Ilustres
La Rotonda de los Tamaulipecos Ilustres es un panteón ubicado en Ciudad Victoria en el estado de Tamaulipas. Fue inaugurada el 25 de octubre de 1993.

## Descripción
Fue inaugurada el 25 de octubre de 1993 como un sitio destinado a honrar la conducta y obra de hombres y mujeres prominentes que consagraron su vida al engrandecimiento de Tamaulipas y de México. Su propósito es rendir homenaje a los ciudadanos más distinguidos de nuestro devenir histórico, al tiempo que funge como un perenne llamado para las nuevas generaciones de tamaulipecos, a ser actores decididos en la construcción de un Tamaulipas fuerte para todos. La Rotonda se convierte entonces en un testimonio vivo de nuestra tradición secular donde la memoria es evocación de sentidos pasados, pero sobre todo, posibilidad de continuidades presentes y proyecciones futuras. El homenaje que se constituye en la Rotonda es un acto cívico en el que se reafirman los compromisos y la recreación de valores compartidos que aún son un desafío presente y futuro.

### Actualidad
Hasta en 2012 reposaban los restos de 10 personajes tamaulipecos (8 hombres y 2 mujeres), pero el 23 de noviembre, los restos de Amalia González Caballero fueron exhumados de la rotonda tamaulipeca y trasladados a la de la Ciudad de México, quedando así, solo una mujer.

## Personajes sepultados en la Rotonda de los Tamaulipecos Ilustres
| Nombre                                      | Fecha         | Actividad                        | Origen (municipio)                     |
| ------------------------------------------- | ------------- | -------------------------------- | -------------------------------------- |
| Pedro José Méndez Ortiz                     | (1836 - 1866) | General                          | Hidalgo                                |
| Juan Bautista Tijerina                      | (1857 - 1912) | Poeta                            | Matamoros                              |
| Alberto Carrera Torres                      | (1887 - 1917) | General Revolucionario           | Artajeas                               |
| Guadalupe Mainero Juárez                    | (1856 - 1901) | Abogado y político               | Matamoros                              |
| Estefanía Castañeda Núñez de Cáceres        | (1872 - 1937) | Educadora                        | Cd. Victoria                           |
| Servando Canales Molano                     | (1830 - 1881) | Político y militar               | Camargo                                |
| José Bernardo Maximiliano Gutiérrez de Lara | (1774 - 1841) | Político                         | Villa de Revilla, act. Ciudad Guerrero |
| Amalia González Caballero                   | (1898 - 1986) | Diplomática y dramaturga         | Santander Jiménez                      |
| Norberto Treviño Zapata                     | (1911 - 1998) | Médico, maestro y político       | Matamoros                              |
| Marte Rodolfo Gómez Segura                  | (1896 - 1973) | Agrónomo, político y diplomático | Reynosa                                |